# Ajtam Nazarov
Ajtam Nazarov (en tayiko: Аҳтам Назаров, Dushambe, Tayikistán, 29 de septiembre de 1992) es un futbolista de Tayikistán que juega en la posición de defensa y que actualmente milita en el FC Istiklol de la Liga de fútbol de Tayikistán.

## Carrera

### Club
| Periodo   | Club               |
| --------- | ------------------ |
| 2012      | Energetik Dushanbe |
| 2013–2019 | FC Istiklol        |
| 2019–2020 | Bashundhara Kings  |
| 2020–2023 | FC Istiklol        |
| 2023      | FK Andijon         |
| 2023–     | FC Istiklol        |

### Selección nacional
Debutó con Tayikistán en 2011 y su primer gol internacional lo anotó el 8 de octubre de 2015 en el empate 2-2 ante Kirguistán en Biskek por la clasificación de AFC para la Copa Mundial de Fútbol de 2018. Participó en la Copa Asiática 2023 y en los Juegos Asiáticos de 2014.

## Logros

### Club
- Tajik League: 2014, 2015, 2016,[1] 2017,[2] 2018[3] 2019,[4] 2020,[5] 2021,[6] 2022,[7] 2023[8]
- Tajik Cup: 2013, 2014, 2016,[9] 2018,[10] 2023[11]
- Supercopa de Tayikistán: 2014, 2018, 2018,[12] 2019,[13] 2021,[14] 2022,[15] 2024[16]

### Selección nacional
- King's Cup: 2022[17]